# Église Saint-Aignan de Gevrey-Chambertin
L’église Saint-Aignan de Gevrey-Chambertin  est une église consacrée à Saint-Aignan située dans la commune de Gevrey-Chambertin. De style gothique avec quelques traces de style roman dont le portail, elle date de la fin du XIIIe. Elle est située dans le vieux village de Gevrey-Chambertin, au débouché de la combe de Lavaux et entre deux coteaux du vignoble, à proximité de la route des Grands Crus, au milieu du vignoble de Bourgogne.

## Historique
L’édifice actuel a été construit sur la base d'un édifice plus ancien et date principalement de la fin du XIIIe siècle. Il a  probablement connu des épisodes complémentaires aux XIVe et XVe siècles.
La paroisse dépend alors du diocèse de Langres, et passe ensuite sous l'autorité du diocèse de Dijon lors de la création de ce dernier en 1731.
L'église est relativement épargnée pendant la Révolution française.
Différentes campagnes de restauration ont lieu au XIXe, au début et à la fin du XXe siècles.

## Description
Édifiée sur un plan de type basilical, selon un axe principal est-ouest, l’édifice comprend :
- un chœur doté de stalles en bois,
- une nef à 4 travées dans le prolongement du chœur,
- un transept sur les 2 côtés nord et sud, au niveau de la 1ère travée de la nef,
- un collatéral du côté nord,
- un clocher,
- et une sacristie.

Le collatéral  sud est inexistant.
Il subsiste quelques éléments de style roman :
- la façade occidentale,
- la courbe de départ des arcs dans le mur massif séparant le chœur de la nef,
- peut-être les lourds piliers octogonaux de la nef,
- enfin, dans une moindre mesure, l’étroitesse de certaines ouvertures, notamment au fond de la nef.

L’église présente toutefois les caractéristiques principales du style gothique, notamment par :
- l’utilisation de la technique de la croisée d’ogive (au lieu d’une voûte en berceau ou en arêtes),
- des murs ainsi soulagés du poids de cette voûte, permettant d’aller chercher de la verticalité et de la lumière grâce à des ouvertures plus grandes,
- un plan toujours basilical avec un allongement du chœur,
- une construction avec une standardisation des blocs de pierre et des assises horizontales plus régulières.

## Extérieur
La façade occidentale, sur laquelle s’aligne le collatéral nord, est percée sur le registre supérieur d’une petite baie ogivale ornée d’un vitrail posé en 1977 aux couleurs du coucher de soleil. Le portail roman est à deux vantaux, simple, abrité par un auvent avec une charpente en bois. Ce portail est surmonté d’un arc à plein cintre de 3 archivoltes reposant sur des chapiteaux. Les angles et les murs sont dotés de puissants contreforts massifs, s’affinant en hauteur.
Le toit est couvert de tuiles.
Côté méridional, un clocher quadrangulaire et trapu ressemble plutôt à une tour-beffroi. L’accès se fait par un escalier à vis bâti dans une tourelle extérieure.
La grande esplanade verte un peu surélevée par rapport à la route et plantée de quelques arbres était occupée par le cimetière, jusqu’au démantèlement de celui-ci en 1882 et à son transfert au lieu-dit En-Songe, à la sortie nord de Gevrey-Chambertin par la route des grands crus.
Côté nord, une petite porte plus modeste donne en face de l’ancien presbytère et du mur de pierres de taille qui en ceint le jardin.
Quant à la couleur rose de son ciment, elle serait due au vin qu'on y aurait versé.

## Intérieur
La nef est constituée de quatre travées de plan carré, dont une de transept, toutes voutées d’arêtes en ogive, avec des arcs doubleaux les séparant, reposant sur de forts piliers octogonaux, et des arcs de croisée reposant tantôt sur les mêmes piliers tantôt s'amenuisant et se perdant dans les murs (côté sud de la nef).
Le chœur prolonge la nef par deux travées de voûtes identiques à celles de la nef en style et en dimensions. Il est habillé sur les trois côtés de boiseries au tiers de hauteur et d’une rangée simple de stalles, sans doute d’époque Louis XVI.
Le chœur est séparé de la nef par une table de communion exécutée en 1710 à Plombières-les-Dijon par le ferronnier Claude Gilbert ainsi qu’en atteste sa signature.
Au nord et au sud, au niveau de la première travée de la nef, le transept donne à l’ensemble la figure d’une croix latine dont le chœur est le sommet. Les voûtes en sont moins larges et moins élevées que dans la nef. Les croisillons abritent des autels latéraux, consacré l’un à la Sainte Vierge au côté nord et l’autre au côté sud dont le retable d'autel comporte une Adoration des Bergers.
Le collatéral nord a la même longueur que la nef, la même largeur que son croisillon, mais une moindre hauteur. Chaque travée est de plan rectangulaire et voûté d'ogives, les arcades sont en arcs brisés.
Le collatéral sud est inexistant.

## Objets mobiliers
Les deux angles du chevet du chœur accueillent les statues en pierre de saint Aignan (au nord-est) et saint Nicolas (au sud-est). 

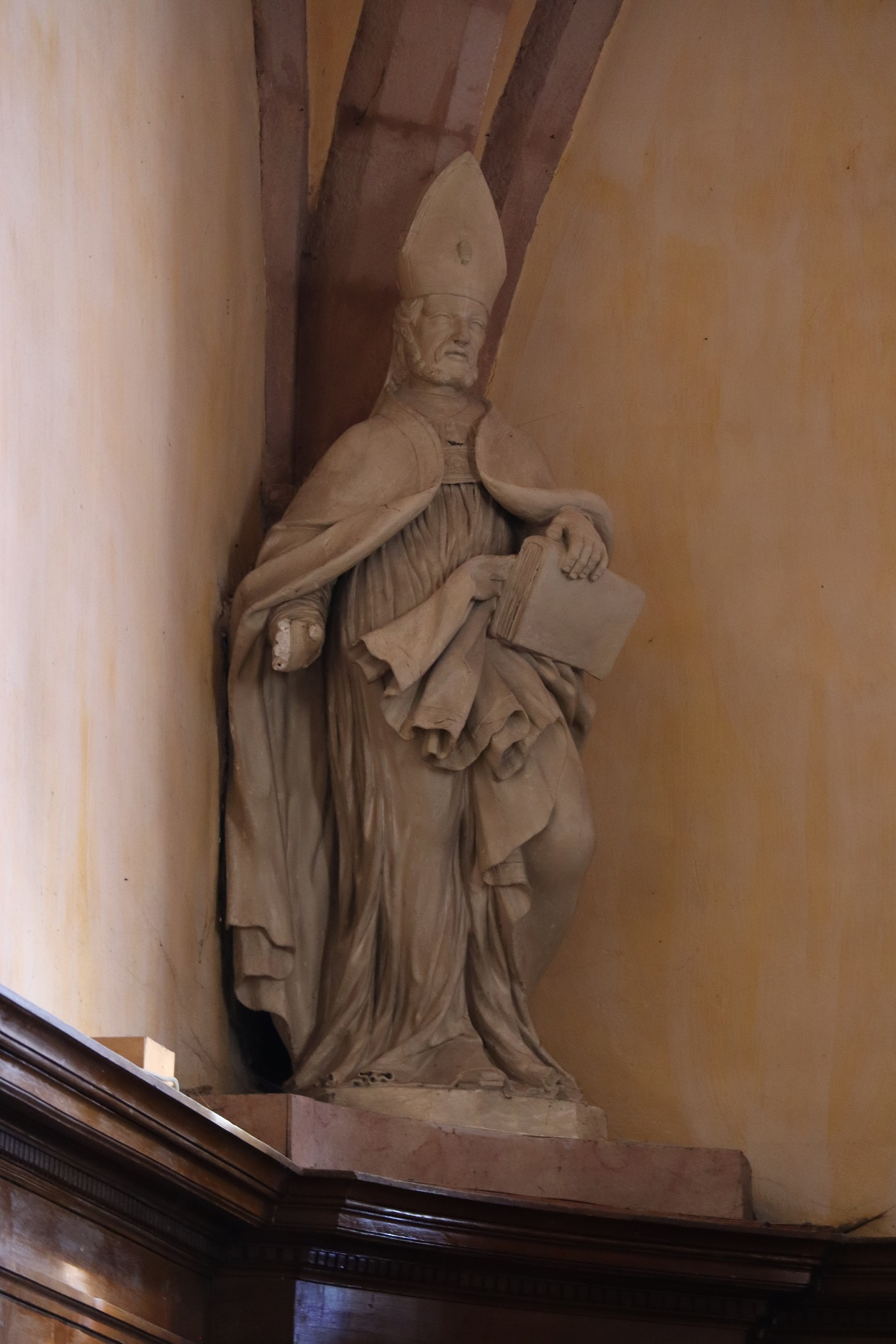
Statue de saint Aignan.
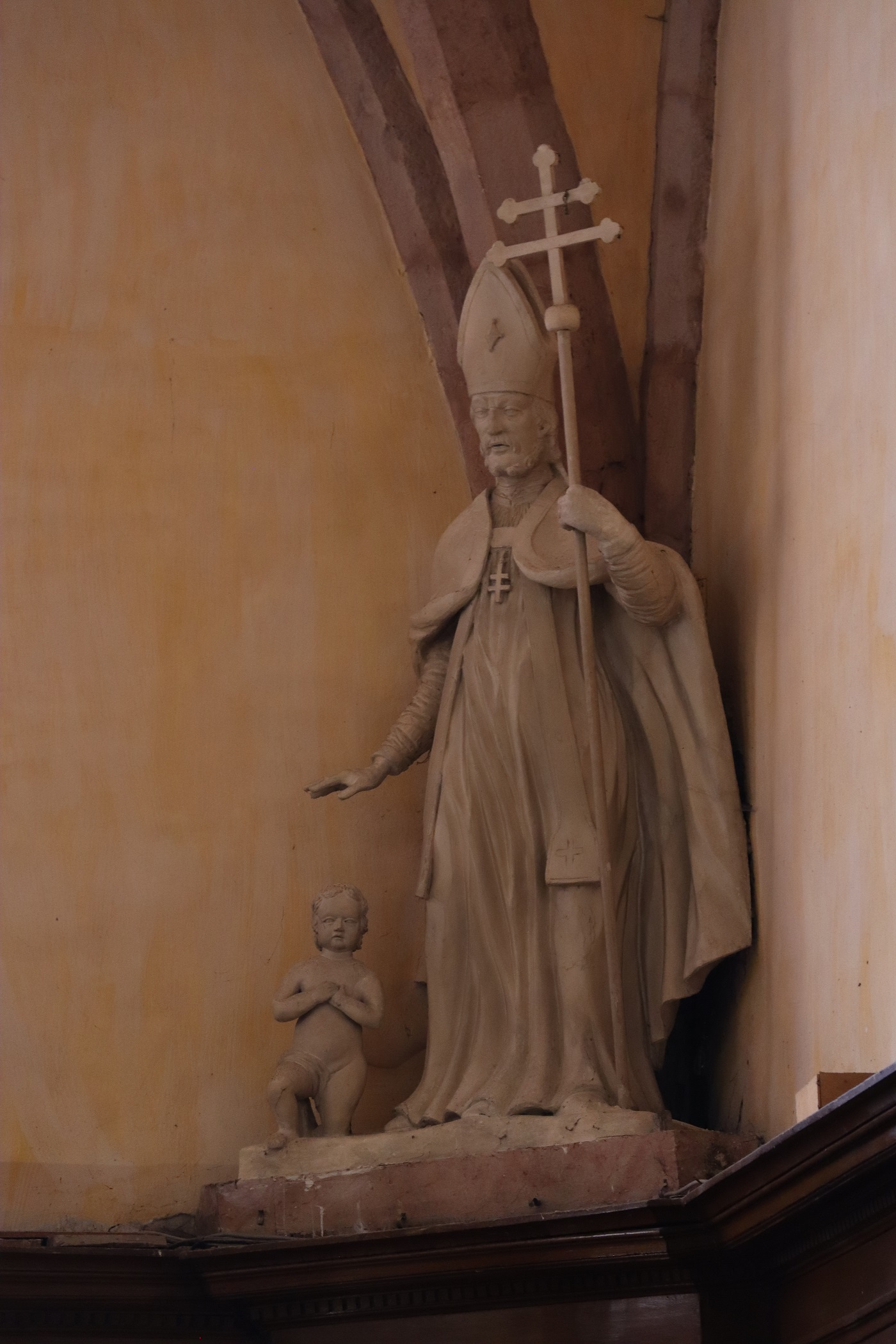
Statue de saint Nicolas.

Parmi les autres statues d’intérêt historique :
- saint Jean-Baptiste[4], XVIè siècle,
- sainte Catherine, polychrome, XVIIIe ou XIXe siècle,
- statuette de Sainte Vierge tenant l’Enfant-Jésus[5], XVIIe.

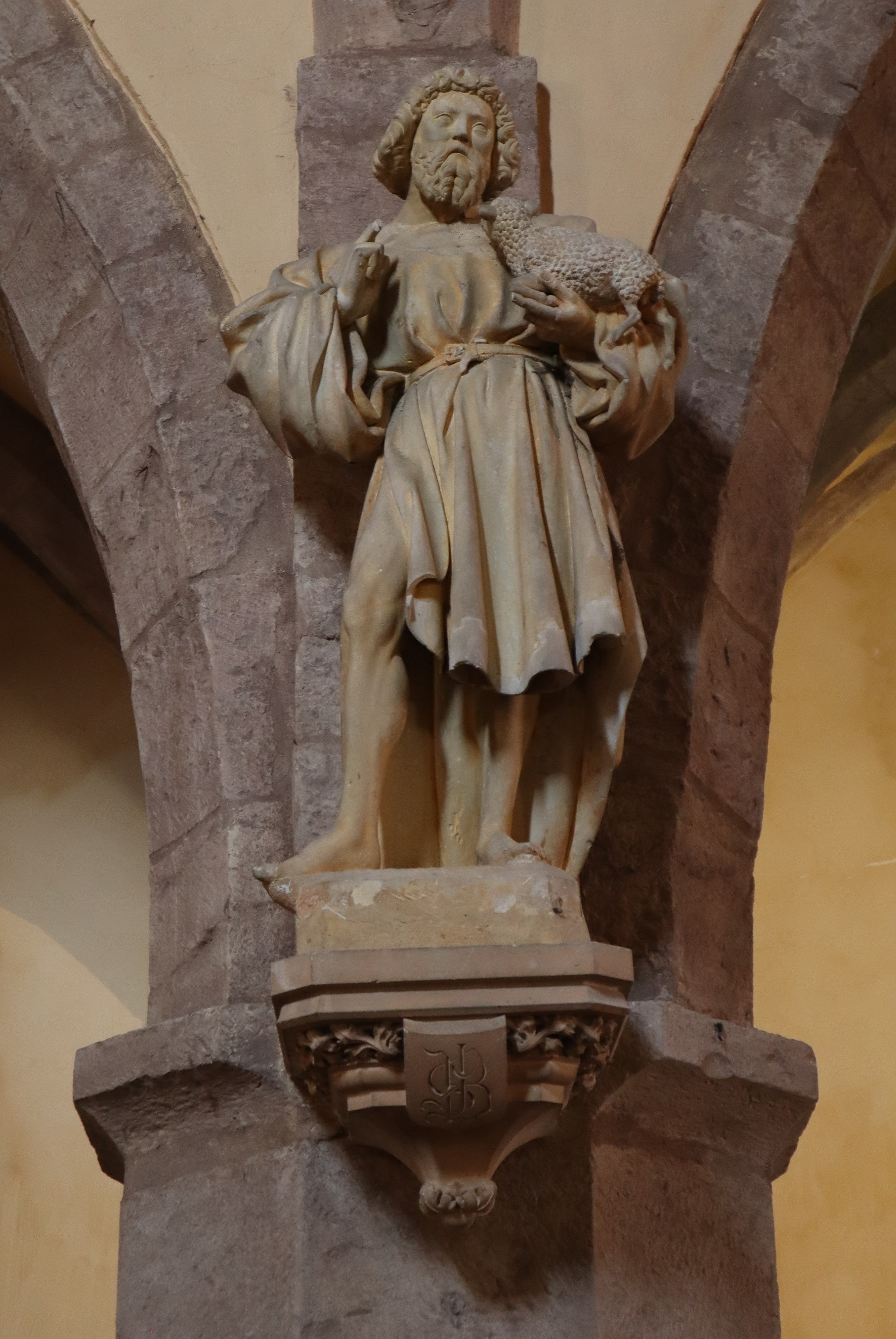
Statue de saint Jean-Baptiste.
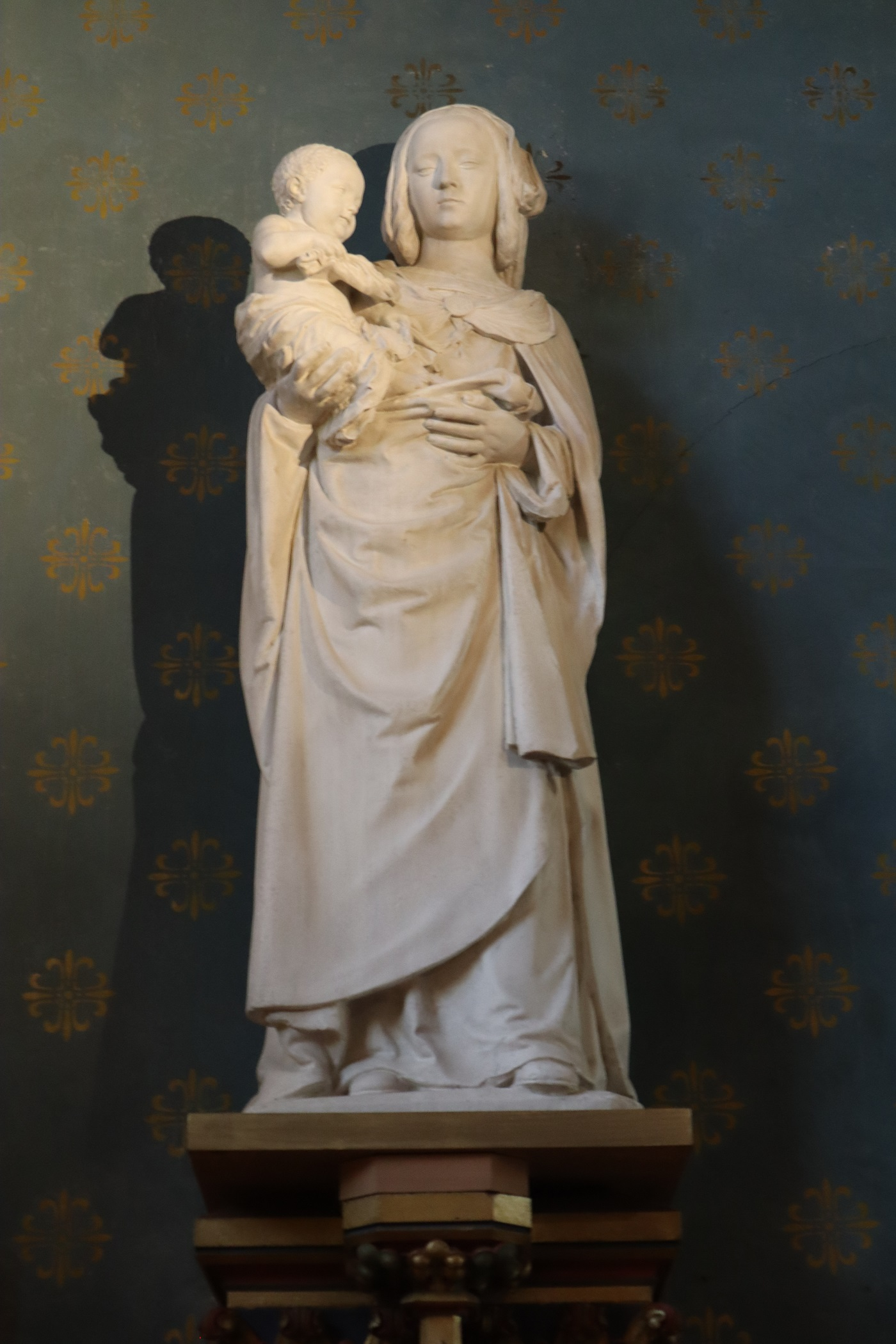
Statue de la Vierge à l'Enfant.

L’étonnant Christ sans bras en bois appuyé sur un des piliers est une copie à partir d’une photo de l’original, volé à la fin du XXè siècle.
Des dalles funéraires se trouvent devant l’entrée du chœur. La plus sobre présente pour toute marque un écu représentant un double chef surmontant un chevron. Trois datent du XVIIe siècle, les autres du XVIIIe siècle, et marquent les sépultures de marchands, comme Claude Jobert de Chambertin, à l’origine de la réputation commerciale du Chambertin, de notables, ou encore d’un prêtre.
La piscine des Fonts baptismaux est octogonale, assez grossièrement sculptée, alternant des visages et des motifs végétaux.

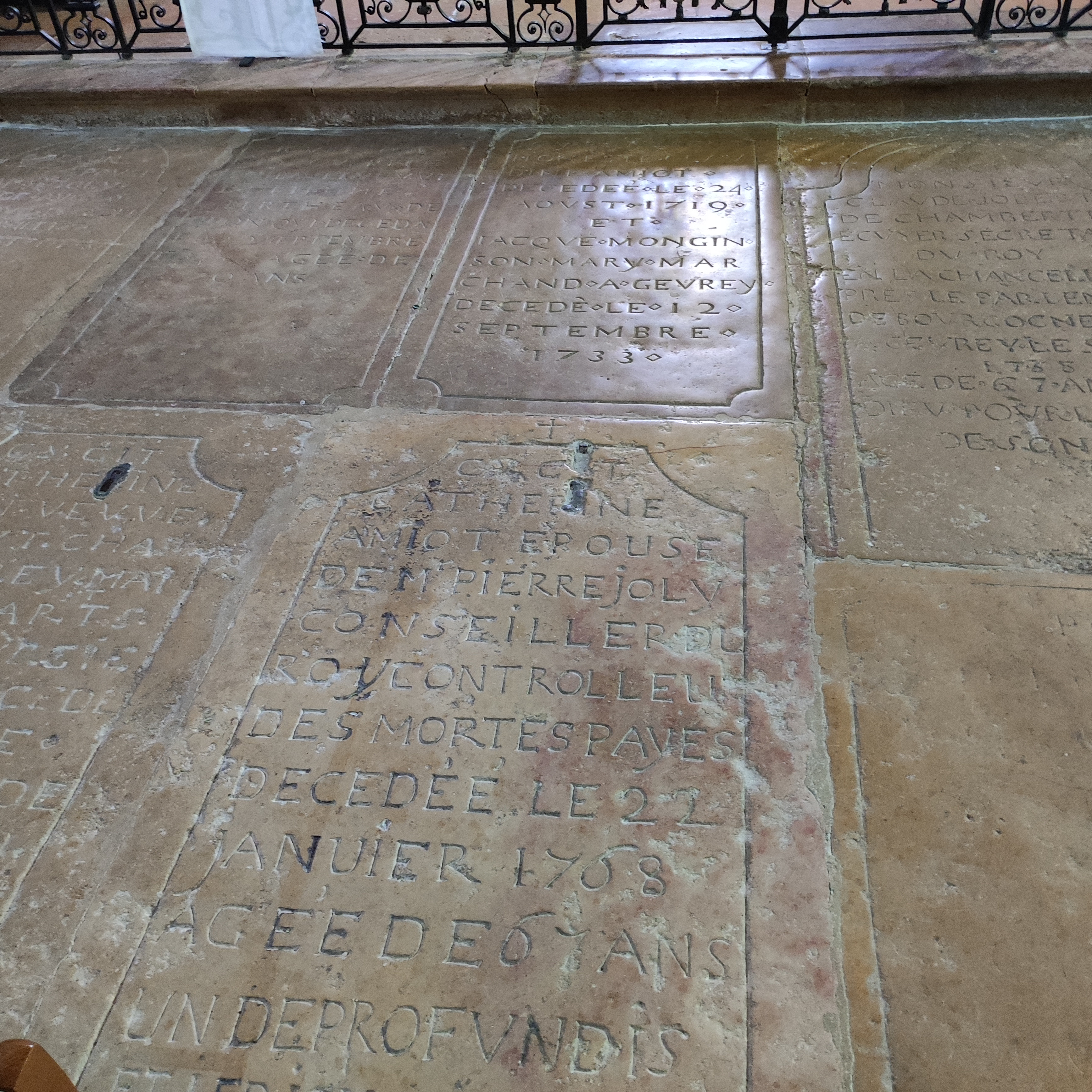
Dalles funéraires à l'entrée du chœur.
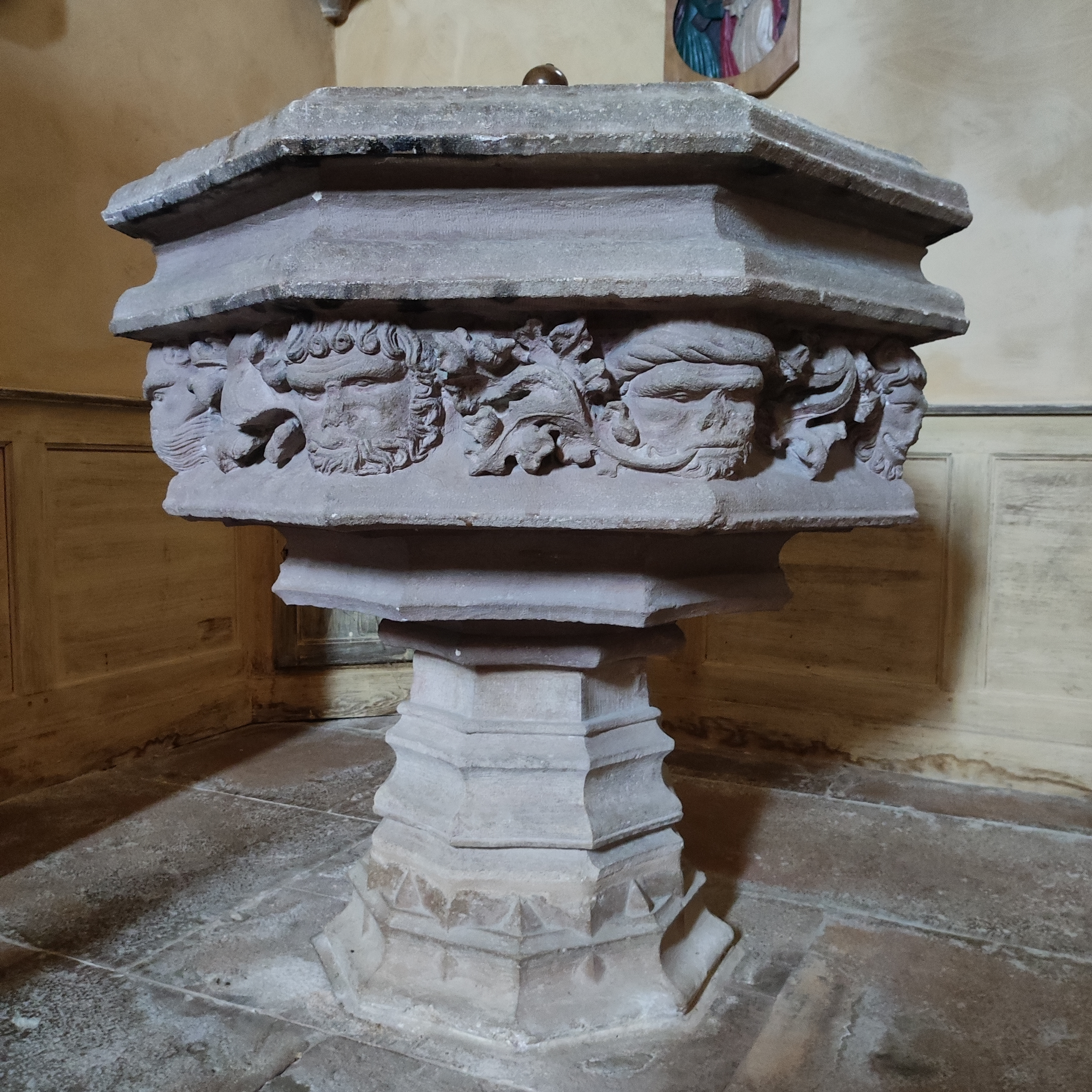
Fonts baptismaux.

## Protection
L'église Saint-Aignan est inscrite monument historique par arrêté du 11 mars 1932.